# Найдушка
Найдушка (устар. Мудамец (Мудомас)) — пресноводное озеро на территории сельского поселения Зареченск Кандалакшского района Мурманской области.
Является частью Княжегубского водохранилища.

## Общие сведения
Площадь озера — 3,6 км², площадь водосборного бассейна — 19,4 км². Располагается на высоте 37,2 метров над уровнем моря.
Форма озера продолговатая: оно более чем на четыре километра вытянуто с юго-запада на северо-восток. Берега изрезанные, каменисто-песчаные, преимущественно заболоченные.
Найдушка двумя протоками соединяется с Сенным озером, через которое протекает река Каменная, впадающая в Ковдозеро. Через последнее протекает река Ковда, впадающая, в свою очередь, в Белое море.
В озере около трёх десятков небольших безымянных островов, расположенных преимущественно вдоль берегов водоёма.
Населённые пункты и автодороги вблизи водоёма отсутствуют.
Код объекта в государственном водном реестре — 02020000611102000001518.